# Sirex ermak
Sirex ermak är en stekelart som först beskrevs av Semenov 1921.  Sirex ermak ingår i släktet Sirex, och familjen vedsteklar. Arten har ej påträffats i Sverige.